# Mamadou Kaly Sène
Mamadou Kaly Sène (Dakar, 2001. május 28. –) szenegáli labdarúgó, a svájci Lausanne-Sport csatára.

## Pályafutása
Sène az ifjúsági pályafutását 2014-ben, a torinoi USD Vanchigliaban kezdte. 2018 nyarán szerződtette a Juventus a Primavera csapatába, ahol az olasz utánpótlás legmagasabb szintjén játszhatott. Két szezont játszott az olasz klub színeiben, ahol 31 meccsen lépett pályára és 10 gólt szerzett. Az UEFA Ifjúsági Ligában is képviselte a klubot.
2020. augusztus 21-én a Basel bejelentette, hogy szerződtette Sène-t, és egyúttal azt is kijelentették, hogy a klub egy évre kölcsönadta a ciprusi Omónia Nicosianak. Mivel a téli szünetig összesen 16 mérkőzésen lépett pályára, így visszatérhetett edzeni és játszani a bázeli klub első csapatába.
Sène először a 2021. február 14-én, hazai pályán az Zürich ellen 2–0-ra elvesztett ligamérkőzésen lépett pályára.
2021. szeptember 1-jén egy éves szerződést írt alá a szintén svájci Grasshoppers csapatával. A 2021. szeptember 26-ai, Sion ellen 3–1-re megnyert mérkőzésen duplázott, majd az egy héttel későbbi találkozón is kétszer talált be a hálóba. A 2021. december 5-ei, St. Gallen elleni találkozón megszerezte első mesterhármasát. A 2021–22-es szezonban eddig 10 mérkőzésen 8 gólt szerzett. 
2023. július 1-jén három évre a Lausanne-Sport szerződött.

## Statisztika
2022. szeptember 18. szerint.
| Klub                        | Szezon   | Bajnokság          | Bajnokság | Bajnokság | Kupa  | Kupa  | Nemzetközi | Nemzetközi | Összesen | Összesen |
| Klub                        | Szezon   | Bajnokság          | Mérk.     | Gólok     | Mérk. | Gólok | Mérk.      | Gólok      | Mérk.    | Gólok    |
| --------------------------- | -------- | ------------------ | --------- | --------- | ----- | ----- | ---------- | ---------- | -------- | -------- |
| Omónia Nicosia (kölcsönben) | 2020–21  | A' Katigoríasz     | 10        | 1         | 0     | 0     | 6          | 0          | 16       | 1        |
| Basel                       | 2020–21  | Swiss Super League | 5         | 0         | 0     | 0     | 0          | 0          | 5        | 0        |
| Basel                       | 2021–22  | Swiss Super League | 1         | 0         | 1     | 1     | 3          | 0          | 5        | 1        |
| Basel                       | 2022–23  | Swiss Super League | 1         | 0         | 1     | 0     | 2          | 0          | 4        | 0        |
| Basel                       | Összesen | Összesen           | 7         | 0         | 2     | 1     | 5          | 0          | 14       | 1        |
| Grasshoppers (kölcsönben)   | 2021–22  | Swiss Super League | 25        | 10        | 0     | 0     | 0          | 0          | 25       | 10       |
| Összesen                    | Összesen | Összesen           | 42        | 11        | 2     | 1     | 11         | 0          | 55       | 12       |